# Manuel Arbó
Manuel Arbó del Val (Madrid, 18 de julio de 1898 - id. 25 de mayo de 1973) fue un actor español, que participó en más de 200 películas a lo largo de su carrera cinematográfica. Uno de los actores de reparto más representativos del cine español durante década de 1940 y 1950, también trabajó en teatro y televisión.

## Biografía
Nació en Madrid el 18 de julio de 1898. Mientras se preparaba para ingresar en la Academia Militar, descubrió en el teatro su verdadera vocación. Con diecisiete años debutó en el Teatro María Isabel de Madrid con la compañía de Ernesto Vilches, en la que permaneció dieciséis años y donde conoció a su mujer, la mexicana Virginia Barragán, dado que, con dicha compañía, Arbó estuvo diez años de gira por América. Al mismo tiempo se incorporó a la gran pantalla en 1915 en una película de cine aún mudo que rodaron Alberto Marro y Joan María Codina con el título de Barcelona y sus misterios, que tuvo un inusitado éxito, lo que propició su continuación con otra película: El testamento de Diego Rocafort. También, en 1917, José de Togores contó con Manuel Arbó para su película El golfo junto a Ernesto Vilches, que había ideado el argumento, según el guion escrito por su hermano Fernando Vilches y Ernesto Dessy, este último también productor de la película.

## Trayectoria profesional

### Teatro
A finales de la década de 1920, la invención del cine sonoro había puesto en grave peligro la hegemonía internacional que había adquirido la industria cinematográfica de Hollywood tras la Primera Guerra Mundial, por la competencia que comenzaron a demostrar las películas autóctonas al ser rodadas en una lengua propia. Dado que aún no se había descubierto el doblaje de películas, los productores norteamericanos en su afán por no perder los mercados europeo y latinoamericano decidieron contratar a las estrellas más populares de cada país para rodar las mismas películas en diferentes idiomas. Mientras Arbó actuaba en Cuba tuvo conocimiento de las producciones en español que se estaban rodando en Hollywood, trasladándose entonces a este distrito de la ciudad de Los Ángeles para ofrecer sus servicios a los diferentes estudios.
Finalizando el ominoso año de 1929, participó en un cortometraje titulado El Dios del mar que produjo la Paramount Pictures. Comenzó la década de 1930 actuando en la película Oriente y Occidente que dirigió George Melford con la Universal Pictures.
Al año siguiente, volvió a ponerse bajo la dirección de Ernesto Vilches, aunque esta vez para la gran pantalla, cuando este último lo incorporó al reparto de actores que interpretaron en español la película El comediante, que Vilches codirigió con Leonard H.
Fields. A esta película siguió una decena, entre las cuales Arbó destacó interpretando a un enfermero en Drácula, la obra maestra de Tod Browning, que dirigió en español George Melford, y emuló al actor norteamericano Warner Oland protagonizando el papel del detective chino Charlie Chan en la película Eran trece de David Howard. Además, en un filme de Carlos F. Borcosque titulado Cheri-Bibi, volvió a toparse con Ernesto Vilches, que éste protagonizó.
Tras su regreso a Madrid, permaneció una temporada en el Teatro Lara, pero se reincorporó al cine en 1933 con la película Odio, dirigida por Richard Harlan.
Protagonizó después Invasión, de Fernando Mignoni, que, aunque no terminada, a todos los efectos, el 29 de octubre de 1933, es considerado como el día de creación y producción de esta primera película de los Estudios Cinema Español (Ecesa), constituidos a raíz del primer Congreso Hispano de Cinematografía y cuya promoción se basó en un cartel en el que una gigantesca mano roja cerraba el mapa de España con la leyenda al pie: “Españoles: nuestra cinematografía está en manos extranjeras”. A partir de entonces, su intervención se solicita repetidamente para papeles secundarios, aunque goza de gran relieve en películas como La hija de Juan Simón, de José Luis Sáenz de Heredia y Nemesio Manuel Sobrevila, en que hace precisamente de padre, o de sacerdote en El cura de aldea, de Francisco Camacho.
Permaneció en el Madrid asediado durante la Guerra Civil sin bajarse de los escenarios e, incluso, encarnó el papel de prestamista avaricioso en otra película de Fernando Mignoni: Nuestro culpable, así como en otras dos de Antonio del Amo. Terminada la contienda, Arbó comienza la década de 1940, volviendo a protagonizar una película: Jai Alai, de Ricardo R.

### Cine
Su filmografía se multiplica, llegando a actuar anualmente hasta en una docena de películas. Destacó en Raza (José Luis Sáenz de Heredia, 1942), Jeromín (Luis Lucía, 1953), Carne de horca (Ladislao Vajda, 1953), Cómicos (Juan Antonio Bardem, 1954), Zalacaín el aventurero (Juan de Orduña, 1955), ¿Dónde vas, Alfonso XII? (Luis Lucía, 1958) o Las chicas de la Cruz Roja (Rafael J. Salvia, 1958). Sin embargo, su progresiva pérdida de memoria le fue relegando a papeles cada vez más cortos, hasta su retirada definitiva de la gran pantalla, en 1966, en la película Vestida de novia, que dirigió Ana Mariscal.

## Muerte
Falleció el 25 de mayo de 1973, en Madrid, en su ciudad natal. Tenía 74 años de edad.

## Filmografía
- El testamento de Diego Rocafort (1915)
- Barcelona y sus misterios (1916)
- Tauromanías o la vocación de Rafael Arcos (1916)
- El golfo (1917)
- Cupido Chauffeur (1930)
- El dios del mar (1930)
- Entre platos y notas (1930)
- Oriente y Occidente (1930)
- Conoces a tu mujer? (1931)
- Cheri-Bibi (1931)
- Drácula (1931)
- El código penal (1931)
- El comerciante (1931)
- El tenorio del harem (1931)
- El príncipe gondolero (1931)
- Eran trece (1931)
- Hay que casar al príncipe (1931)
- La mujer X (1931)
- Alalá (1933)
- Odio (1933)
- La traviesa molinera (1934)
- Patricio miró a una estrella (1934)
- Don Quintín el amargao (1935)
- La hija de Juan Simón (1935)
- Vidas rotas (1935)
- El cura de aldea (1936)
- ¿Quién me quiere a mí? (1936)
- Nuestro culpable (1938)
- Leyenda rota (1939)
- Luna gitana (1939)
- Boy (1940)
- Jai-alai (1940)
- La gitanilla (1940)
- Martingala (1940)
- A mí no me mire usted (1941)
- El hombre que se quiso matar (1941)
- Flora y Mariana (1941)
- Porque te vi llorar (1941)
- ¡A mí la Legión! (1942)
- El frente de los suspiros (1942)
- Idilio en Mallorca (1942)
- Raza (1942)
- Sucedió en Damasco (1942)
- Viaje sin destino (1942)
- Deber de esposa (1943)
- Dora, la espía (1943)
- El escándalo (1943)
- Eloísa está debajo de un almendro (1943)
- Ídolos (1943)
- Se vende un palacio (1943)
- El camino del amor (1944)
- El clavo (1944)
- El rey de las finanzas (1944)
- El testamento del virrey (1944)
- Empezó en boda (1944)
- La tempestad (1944)
- Tamara (1944)
- Tarjeta de visita (1944)
- Te quiero para mí (1944)
- Bambú (1945)
- Cinco lobitos (1945)
- Domingo de carnaval (1945)
- El destino se disculpa (1945)
- Espronceda (1945)
- La hija del circo (1945)
- La Luna vale un millón (1945)
- Los últimos de Filipinas (1945)
- Mi enemigo el doctor (1945)
- Su última noche (1945)
- Dos mujeres y un rostro (1946)
- El centauro (1946)
- La pródiga (1946)
- La próxima vez que vivamos (1946)
- Senda ignorada (1946)
- Dulcinea (1947)
- Canción de medianoche (1947)
- El verdugo (1947)
- Extraño amanecer (1947)
- La fe (1947)
- Luis Candelas, el ladrón de Madrid (1947)
- María de los Reyes (1947)
- Póker de ases (1947)
- El huésped de las tinieblas (1948)
- El duende y el rey (1948)
- El Marqués de Salamanca (1948)
- El señor Esteve (1948)
- Jalisco canta en Sevilla (1948)
- La fiesta sigue (1948)
- La vida encadenada (1948)
- Locura de amor (1948)
- Siempre vuelven de madrugada (1948)
- La mariposa que voló sobre el mar (1948)
- Sin uniforme (1948)
- El capitán de Loyola (1949)
- Aventuras de Juan Lucas (1949)
- El rey de Sierra Morena (1949)
- La guitarra de Gardel (1949)
- Rumbo (1949)
- Tempestad en el alma (1950)
- Agustina de Aragón (1950)
- Cuentos de la Alhambra (1950)
- El último caballo (1950)
- La mujer, el torero y el toro (1950)
- Pequeñeces... (1950)
- Séptima página (1950)
- Teatro Apolo (1950)
- Truhanes de honor (1950)
- Historia en dos aldeas (1951)
- Cielo negro (1951)
- El Capitán Veneno (1951)
- El Gran Galeoto (1951)
- El negro que tenía el alma blanca (1951)
- Esa pareja feliz (1951)
- La corona negra (1951)
- La leona de Castilla (1951)
- Habitación para tres (1952)
- Cerca de la ciudad (1952)
- Aeropuerto (1953)
- Brindis al cielo (1953)
- Carne de horca (1953)
- Ha desaparecido un pasajero (1953)
- Jeromín (1953)
- La alegre caravana (1953)
- Sobresaliente (1953)
- Nadie lo sabrá (1953)
- Nubes de verano (1953)
- Buenas noticias (1954)
- Cómicos (1954)
- ¿Crimen imposible? (1954)
- El pescador de coplas (1954)
- La ciudad de los sueños (1954)
- Morena Clara (1954)
- Tres citas con el destino (1954)
- El guardián del paraíso (1955)
- Familia provisional (1955)
- Juicio final (1955)
- Muerte de un ciclista (1955)
- Tres eran tres (1955)
- Zalacaín el aventurero (1955)
- Alejandro el Magno (1956)
- Curra Veleta (1956)
- Dos novias para un torero (1956)
- El anónimo (1956)
- El genio alegre (1956)
- Hospital General (1956)
- Piedras vivas (1956)
- Polvorilla (1956)
- Tarde de toros (1956)
- La puerta abierta (1957)
- Llegaron siete muchachas (1957)
- Mensajeros de paz (1957)
- Un abrigo a cuadros (1957)
- La ironía del dinero (1957)
- Fulano y Mengano (1957)
- María de la O (1958)
- Aquellos tiempos del cuplé (1958)
- ¿Dónde vas, Alfonso XII? (1958)
- Farmacia de guardia (1958)
- Las chicas de la Cruz Roja (1958)
- Los misterios del rosario (1958)
- Música de ayer (1958)
- Duelo en la cañada (1959)
- El día de los enamorados (1959)
- El gafe (1959)
- El precio de la sangre (1959)
- Gayarre (1959)
- La casa de la Troya (1959)
- Pescando millones (1959)
- Sonatas (1959)
- Una gran señora (1959)
- 091, policía al habla (1960)
- Adiós, Ninón (1960)
- Días de feria (1960)
- Don Lucio y el hermano Pío (1960)
- El cerro de los locos (1960)
- El Litri y su sombra (1960)
- El pequeño coronel (1960)
- El vagabundo y la estrella (1960)
- Juanito (1960)
- La paz empieza nunca (1960)
- La rana verde (1960)
- Salto a la gloria (1960)
- Toro bravo (1960)
- Goliat contra los gigantes (1961)
- Ursus (1961)
- La bella Mimí (1962)
- Las tres espadas del Zorro (1962)
- Bochorno (1963)
- El cálido verano del Sr. Rodríguez (1963)
- El diablo también llora (1963)
- Eva 63 (1963)
- Isidro el labrador (1963)
- La Revoltosa (1963)
- Los derechos de la mujer (1963)
- Operación: Embajada (1963)
- Una chica casi formal (1963)
- El tímido (1964)
- Las pistolas no discuten (1964)
- Platero y yo (1964)
- Un tiro por la espalda (1964)
- Valiente (1964)
- Los cien caballeros (1964)
- El día de mañana (1965)
- Historias de la televisión (1965)
- La familia y uno más (1965)
- La visita que no tocó el timbre (1965)
- Nobleza baturra (1965)
- Un vampiro para dos (1965)
- Clarines y campanas (1966)
- Es mi hombre (1966)
- La ciudad no es para mí (1966)
- Vestida de novia (1966)
- Con el viento solano (1966)
- Aquí mando yo (1967)
- Mónica Stop (1967)